# Gesundheitssystemforschung
Die Gesundheitssystemforschung befasst sich als Teilgebiet der Gesundheitswissenschaften mit den Zusammenhängen zwischen Gesundheit, Gesundheitswesen, Gesellschaft und Umwelt und beschreibt, analysiert und evaluiert diese. Zielsetzung sind unter anderem das Schaffen neuen Wissens, die Beratung der Gesundheitspolitik und die Befähigung von Gesellschaften, die Gesundheit zu verbessern.

## System, Gesundheitssystem und Gesundheitsforschung
Ein System ist ein zielorientiert organisierter, dynamisch interagierender Zusammenhang von Komponenten, in dem es verschiedene Ursachen und Wirkungen und erwünschte und unerwünschte Nebenwirkungen gibt. Individuelles und gemeinsames Verhalten, kulturelle Prägungen, organisierte Interventionen, ökologische und ökonomische Rahmenbedingungen, historische Erfahrungen und anderes mehr haben ihren Einfluss auf diese Beziehungen. Systemforschung versucht vor diesem komplexen Hintergrund, Systeme im Allgemeinen und Gesundheitssysteme im Speziellen zu verstehen, zu vergleichen, zu bewerten und zu ändern.
Die Hauptkomponenten des Gesundheitssystems – Gesundheit, Gesundheitswesen, Gesellschaft, Umwelt – stehen in wechselseitiger Beziehung zueinander. Beispiele:
- Das Gesundheitswesen soll Gesundheit verbessern, kann es durch falsch-positive Diagnosen oder Hospitalinfektionen[1] aber auch schädigen.
- Das Gesundheitswesen ist ein wichtiger wirtschaftlicher und gesellschaftlicher Sektor, der Arbeit[2] und Einkommen schafft, durch mangelnde Wirtschaftlichkeit[3] aber auch Gesellschaften schädigen kann.
- Gesundheit wird durch natürliche Krankheitserreger bedroht aber auch durch gesellschaftliche und wirtschaftliche Einflüsse wie Arbeitslosigkeit, Armut, Krisen und Kriege.[4]
- Das Gesundheitswesen steht durch Einwirkungen von Umwelt- und Natur – z. B. Infektionen[5], Klima[6], Ernährung[7] – vor immer neuen Herausforderungen.

Aus diesen beispielhaften Gründen ist es erforderlich, das gesamte Gesundheitssystem zu analysieren und nicht nur die Beziehungen zwischen Gesundheitswesen und Gesundheit.

Bei der Gründung der Weltgesundheitsorganisation (WHO) 1946 wurde Gesundheit definiert als „Zustand des vollständigen körperlichen, geistigen und sozialen Wohlergehens und nicht nur das Fehlen von Krankheit oder Gebrechen“. Medizinische Versorgung und die Organisation des Gesundheitswesens reichen dafür nicht aus. Seit den 1980er Jahren wird Gesundheit weiter interpretiert. Es geht darum, dass Menschen „zumindest solch einen Gesundheitszustand haben, dass sie fähig sind, produktiv zu arbeiten und aktiv am sozialen Leben der Gemeinschaft teilnehmen“. 

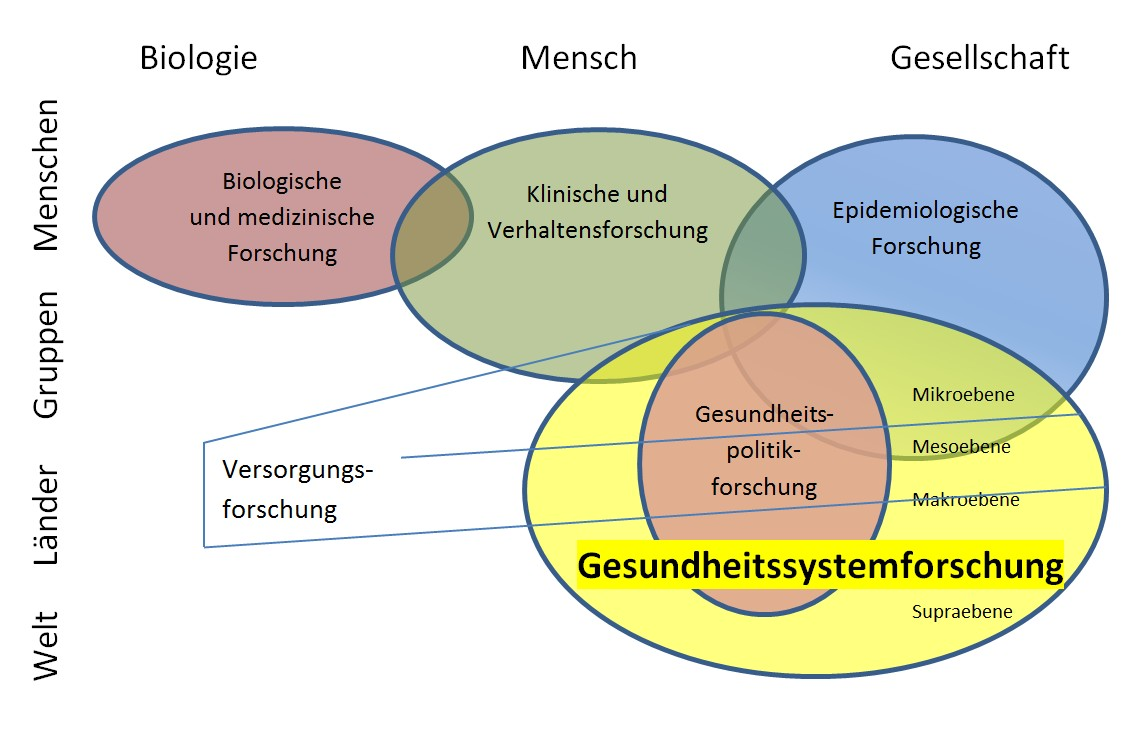
Gesundheitsforschung

 Die Ottawa Charta der WHO von 1986 über Gesundheitsförderung verweist auf vielfältige Faktoren, die dafür erforderlich sind: „Grundlegende Bedingungen und konstituierende Momente von Gesundheit sind Frieden, angemessene Wohnbedingungen, Bildung, Ernährung, Einkommen, ein stabiles Öko-System, eine sorgfältige Verwendung vorhandener Naturressourcen, soziale Gerechtigkeit und Chancengleichheit. Jede Verbesserung des Gesundheitszustandes ist zwangsläufig fest an diese Grundvoraussetzungen gebunden.“ Der Wirtschaftsnobelpreisträger Amartya Sen erweiterte diese Sichtweise und sieht Gesundheit im Umkreis einer Befähigung (englisch capability) zur Freiheit und Befreiung.
Gesundheitsforschung untersucht, was Gesundheit in diesem weiten Sinn behindert bzw. schafft, schützt, stützt und fördert und was Krankheiten verursacht, erkennt, heilt, mindert, lindert und verhindert. Gesundheitssystemforschung beinhaltet „die gesamte Versorgungsforschung, den Großteil der Gesundheitspolitikforschung, einige klinische Forschung und Forschung über den Gesundheitszustand von Bevölkerungen aber keine biomedizinische Forschung“.

## Entwicklung der Gesundheitssystemforschung in Deutschland
Nach dem Missbrauch der Begriffe Sozialmedizin und Sozialhygiene durch die Rassenhygiene des Nazi-Regimes waren die Gesundheitswissenschaften in Deutschland lange Zeit in einer Schockstarre. Erst zögerlich entwickelte sich neben der biomedizinischen und klinischen Forschung über Krankheiten eine Forschungslandschaft zum Thema der Gesundheit. Gesundheitssystemforschung entstand in den 70er Jahren, zu einer Zeit, in der sich auch andere neue Wissenschaftszweige wie Kybernetik, Operations Research und Systemforschung durchzusetzen versuchten.

### Anstöße und Vorläufer
Das 1972 in Wien gegründete Internationale Institut für Angewandte Systemanalyse (IIASA) war eine zur damaligen Zeit einmalige Zusammenarbeit zwischen Westeuropa, der Sowjetunion und den Vereinigten Staaten von Amerika. Es entwarf und verbreitete seit 1973 die Idee der Systemanalyse im Gesundheitswesen, die zunächst von sowjetischen Forschern geprägt wurde.
Auch die kritische Medizin in Deutschland engagierte sich schon 1973 für eine Systemanalyse des Gesundheitswesens.
Zur gleichen Zeit entstanden in Deutschland Institute angewandter Gesundheitsforschung, die im Auftrag und auf Rechnung von Trägern der Selbstverwaltung im Gesundheitswesen tätig waren:
- 1973 war das Zentralinstitut für die kassenärztliche Versorgung (ZI) in Köln gegründet worden. Es forschte und beriet im Auftrag der ambulant tätigen Kassenärzte. Friedrich Wilhelm Schwartz prägte dieses Institut. Er gilt als Nestor von Public Health in Deutschland.
- 1975 gründete Fritz Beske das Institut für Gesundheits-System-Forschung Kiel (IGSF).[15] Sein erster Schwerpunkt war die regionale Gesundheitsversorgung in Schleswig-Holstein und wurde dann für viele andere Auftraggeber tätig. Fritz Beske ist Grandseigneur und auch heute noch richtungweisender Mentor der Gesundheitssystemforschung in Deutschland.
- 1976 entstand in Bonn das Wissenschaftliche Institut der Ortskrankenkassen (WIdO) unter der Leitung von Ulrich Geißler.

Diese Institute prägten und prägen nach wie vor eine angewandte Gesundheitsforschung im deutschen Gesundheitswesen. Sie sind allerdings nicht im öffentlichen Interesse tätig, sondern im Interesse ihrer Auftraggeber.

### Der Beginn der Gesundheitssystemforschung in Deutschland
Die Anregungen der IIASA wurden vor allem aufgegriffen von Wilhelm van Eimeren, dem Gründungsvater einer wissenschaftlich unabhängigen Gesundheitssystemforschung in Deutschland. Auf seine Initiative hin wurde 1978 vom damaligen Bundesforschungsministerium (90 % der Finanzierung) und dem Freistaat Bayern (10 %) das Institut für medizinische Informatik und Systemforschung (MEDIS) geschaffen. Wegen der erforderlichen Multidisziplinarität wurde es einer Großforschungseinrichtung zugeordnet, der damaligen Gesellschaft für Strahlen- und Umweltforschung (GSF) in Neuherberg bei München. Gesundheitssystemforschung wurde im MEDIS insbesondere von Detlef Schwefel und seinen Mitarbeitern vertreten. Hauptthemen waren in den 80er Jahren:
- Entwicklung von Indikatorensystemen und Testung von Routinedaten gesundheitlicher Versorgung sowie Mitwirkung an der Entwicklung einer deutschen Gesundheitsberichterstattung
- Erforschung der Zusammenhänge zwischen Wirtschaft und Gesundheit auf Mikro- und Makroebene und entsprechende Beratung des Europarates und der Weltgesundheitsorganisation
- Evaluation von Gesundheitspolitiken – z. B. Kostendämpfungsmaßnahmen – und Technologiefolgenabschätzung, z. B. künstliche Intelligenz in der Medizin
- Europäische Kosten- und Kosten-Effektivitätsanalysen, z. B. bezüglich AIDS und Chronische Psychosen
- Förderung der Gesundheitssystemforschung in Europa (in Zusammenarbeit mit dem Concerted Action Committee for Health Services Research (COMAC) der Europäischen Gemeinschaft)
- Förderung von Gesundheitsökonomie und Gesundheitsplanung (als Collaborating Centre for Health Planning and Health Economics der Weltgesundheitsorganisation (WHO))
- Evaluation und Planung von Gesundheitsprogrammen in Entwicklungsländern

Die 1980er Jahre waren geprägt von einem Aufschwung der Gesundheitssystemforschung. Der Springer Verlag veröffentlichte zwischen 1984 und 1991 eine Reihe zur Gesundheitssystemforschung und zum Health Systems Research. Unter dem Namen International Society on System Science in Health Care (ISSHC) entstand eine internationale wissenschaftliche Gesellschaft, die bis ins Jahr 2004 aktiv blieb. Wilhelm van Eimeren war treibende Kraft bei diesen Initiativen.

### Die Förderung der Gesundheitsforschung in Deutschland
Ende der 1970er Jahre startete das damalige Bundesministerium für Forschung und Technologie (BMFT) das erste „Programm der Bundesregierung zur Förderung von Forschung und Entwicklung im Dienste der Gesundheit 1978–1981“. Gefördert wurden neben Universitäten auch private Organisationen und Beratungsgesellschaften. Die staatliche Förderung der Gesundheitsforschung gab Anlass zum Entstehen privater Beratungsfirmen, beispielsweise:
- 1980 wurde die Beratungsgesellschaft für angewandte Systemforschung (BASYS) im Umfeld der Universität Augsburg von Markus Schneider gegründet.
- Im gleichen Jahr gründeten Wilhelm Schräder und andere Mitarbeiter der Technischen Universität Berlin das später von Bertram Häussler geleitete Institut für Gesundheits- und Sozialforschung (IGES).

### Die Konsolidierung der Gesundheitssystemforschung in Deutschland
Gesundheitssystemforschung wurde schließlich auch universitär verankert an der Medizinischen Hochschule Hannover. Dort hatte Manfred Pflanz bis zu seinem Tode 1980 im Institut für Epidemiologie und Sozialmedizin die deutsche Sozialmedizin nach Nationalsozialismus und Weltkrieg rehabilitiert. 1985 wurde Friedrich Wilhelm Schwartz auf seinen Lehrstuhl berufen und erweiterte das Aufgabenspektrum dieses Instituts um die Gesundheitssystemforschung. Er vertritt diese Disziplin bis in die Gegenwart.
Stand und Perspektiven der Gesundheitssystemforschung zum Ende des letzten Jahrhunderts wurden von Friedrich Wilhelm Schwartz und Kollegen in den 1990er Jahren skizziert und umrissen. Für die Deutsche Forschungsgemeinschaft wurde eine Denkschrift verfasst. Sie definierte Gesundheitssystemforschung anhand von 10 exemplarischen Themenstellungen
- Gesundheitspolitik (Steuerungs- und Implementationsforschung, Systemvergleiche)
- Gesundheitsberichterstattung
- Finanzlage, Finanzierungsströme und gesamtwirtschaftliche Bewertung
- Bedarfs- und Bedürfnisforschung im Gesundheitswesen
- Management im Gesundheitswesen
- Evaluationsforschung
- Qualitätssicherung und -forschung
- Prävention und Gesundheitsförderung
- Rehabilitation
- Pflegeforschung

Auch König und Stillfried veröffentlichen am Ende des vorigen Jahrhunderts einen methodenkritischen, interdisziplinären und praxisnahen Zustandsbericht der Gesundheitssystemforschung. Sie betonen das Spannungsfeld zwischen Medizin, Ökonomie, Ethik und Gesundheitspolitik.

### Gesundheitssystemforschung, Public Health und Versorgungsforschung
Seit dieser Zeit wird in Deutschland immer seltener von Gesundheitssystemforschung als eigenständigem Fachgebiet gesprochen. Andere Bezeichnungen von (neuen) Teilgebieten der Gesundheitswissenschaften konkurrieren um Aufmerksamkeit und Forschungsförderung, insbesondere Public Health und Versorgungsforschung.
Anfang der 1990er Jahre entstanden in Deutschland – gefördert von der Bundesregierung – bisher mehr als ein Dutzend universitäre Master- und später auch Bachelor-Studiengänge zur Gesundheitswissenschaft, die vor allem unter den Namen „Public Health“, Epidemiologie, Gesundheits- und/oder Pflegewissenschaften angeboten werden. Insbesondere der auch im Deutschen gebräuchlich gewordene aber missverständliche englische Begriff Public Health überlagert seitdem den der Gesundheitssystemforschung, obwohl beide Teilgebiete der Gesundheitswissenschaften nicht deckungsgleich sind. Bisweilen werden Gesundheitswissenschaften und Public Health gleichgesetzt. Das Thema der Gesundheitswissenschaften erlebte – auch bedingt durch die Gründung einer sozialwissenschaftlichen Fakultät für Gesundheitswissenschaften an der Universität Bielefeld – und durch die genannten Postgraduierten-Studiengänge einen starken Aufschwung. Die Wahl der Bezeichnungen der Teilgebiete der Gesundheitsforschung war auch bestimmt durch die Schwerpunkte der Förderung durch Bundesministerien. Das Bundesministerium für Bildung und Forschung (BMBF) förderte beispielsweise Public Health von 1992 bis 2003 und die Versorgungsforschung 2000–2008. Zur Unterstützung der Drittmitteleinwerbung prägten zunehmend die Begriffe der Versorgungsforschung und des Managements im Gesundheitswesen die wissenschaftliche Szene.
Seit Ende der 1990er Jahre wurde es üblich, statt des Begriffs Gesundheitssystemforschung vereinzelte Teildisziplinen zu betonen und zu fördern, zunächst Gesundheitsökonomie und Umweltepidemiologie. Das MEDIS-Institut wurde entsprechend zergliedert und universitär angebunden. Das entsprach den fakultativen Strukturen von Universitäten und den disziplinären Erfordernissen universitärer Ausbildungsgänge. Die integrative, synthetische und systemische Idee einer inter-, multi- und transdisziplinären Gesundheitssystemforschung ging damit verloren.

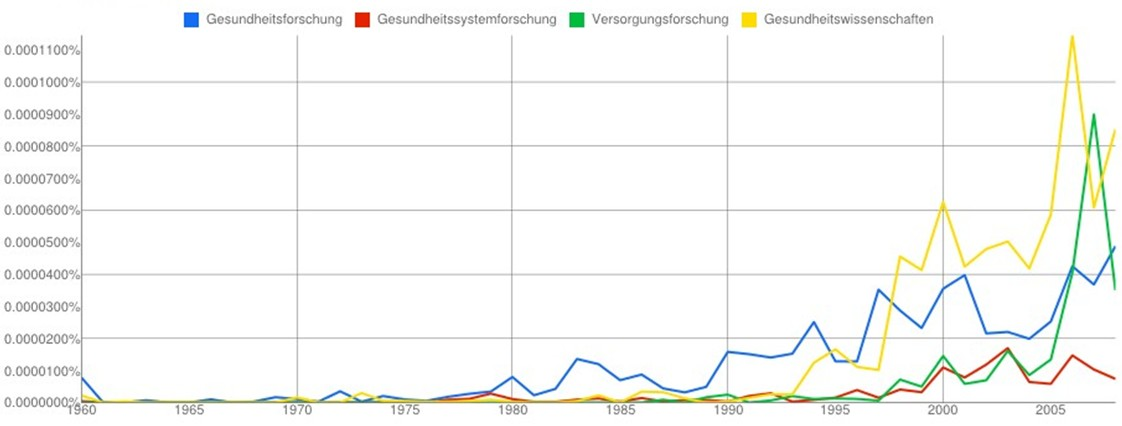
Veröffentlichungen über Gesundheits(system)forschung gemäß Google Ngram Viewer

Nach der Jahrhundertwende tragen nur noch wenige neue universitäre Einrichtungen bzw. Projektbereiche den Namen Gesundheitssystemforschung, z. B. an der Charité Berlin und an der Universität Witten/Herdecke. In diesen Instituten wird vorrangig Versorgungsforschung als Teilgebiet der Gesundheitssystemforschung betrieben und gelehrt. Andere neu gegründete Einrichtungen tragen andere Namen, obwohl sie sehr intensiv Gesundheitssystemforschung betreiben, z. B. der Fachbereich Management im Gesundheitswesen an der Fakultät Wirtschaft und Management der Technischen Universität Berlin. Reinhard Busse leitet diesen Fachbereich und das WHO Kollaborationszentrum für Gesundheitssystemforschung und Management und prägt die Gesundheitssystemforschung in Deutschland und Europa.
Die Graphik zeigt die Entwicklung von Publikationen zu vier (einander überlappenden) Themenfeldern zwischen 1960 und 2008 anhand der Nennungen bestimmter Begriffe in Google Books: Gesundheitsforschung, Gesundheitssystemforschung, Versorgungsforschung und Gesundheitswissenschaften.

### Aktueller Stand der Gesundheitssystemforschung in Deutschland
Die am meisten zitierte Definition der Gesundheitssystemforschung in Deutschland lautet: „Gesundheitssystemforschung befasst sich mit Bedarf, Inanspruchnahme, Ressourcen, Strukturen, Prozessen, Ergebnissen und zuschreibbaren Resultaten („Outcomes“) von systemisch organisierten Ansätzen der Krankheitsverhütung, -bekämpfung oder -bewältigung – d. h. von ganzen Gesundheitssystemen, Subsystemen, Institutionen und Programmen – und verknüpft diese Elemente analytisch bewertend. Gesundheitssystemforschung, die sich auf die Mikroebene – insbesondere auf Institutionen, Programme oder einzelne Gesundheitstechnologien – bezieht, wird auch als Versorgungsforschung bezeichnet“. Neben internationalen Gesundheitssystemvergleichen gelten als Hauptthemen:
- Bedarf, Nachfrage und Inanspruchnahme: Wer möchte und wer sollte das Gesundheitssystem in Anspruch nehmen, und wer tut es tatsächlich?
- Finanzielle Ressourcen, Systemstruktur und Organisation: Wie viel wird wofür im Gesundheitssystem eingesetzt?
- Der Prozess der Gesundheitsversorgung: Welche Leistungen werden wo, von wem, wie und in welcher Menge erbracht?
- Ergebnisse und Resultate: Was leistet das Gesundheitssystem?[32]

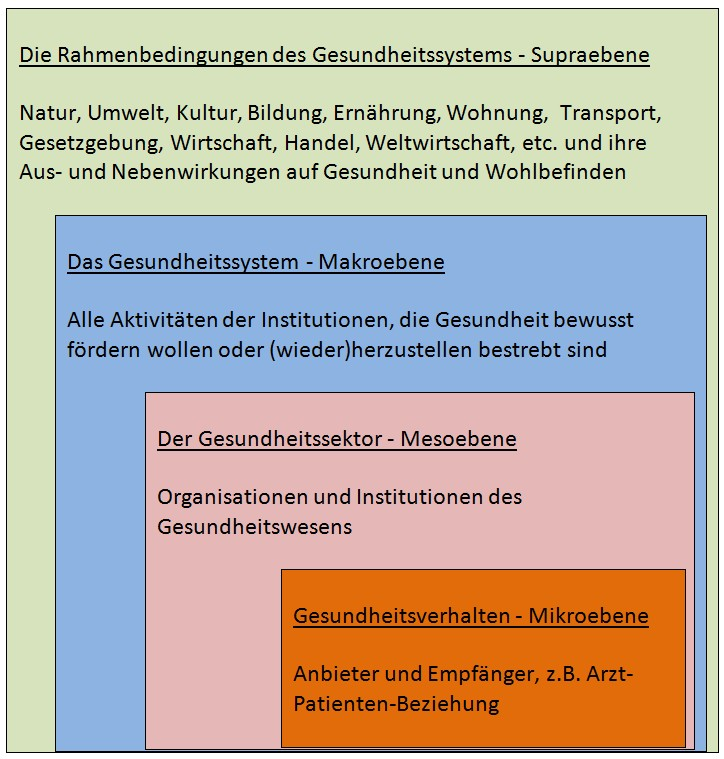
Ebenen der Gesundheitssystemforschung

Diese Definition bezieht sich vor allem auf drei von vier Ebenen der Gesundheitssystemforschung, auf die Mikro- und Mesoebene – Versorgungsforschung – und auf die Makroebene – d. h. auf alles, was bewusst getan wird, um Gesundheit zu verbessern. Das Schaubild skizziert die Ebenen. Eine vierte Ebene prägte den Beginn der Gesundheitssystemforschung in Deutschland und wird gemäß aktuellem internationalen Verständnis immer bedeutsamer: die Determinanten von Gesundheit und Gesundheitssystemen.
Das Wesen der Gesundheitssystemforschung – systematisch sozialwissenschaftliches Denken in Zusammenhängen und Erforschen der Beziehungen zwischen Gesundheit und Gesellschaft – durchdringt zunehmend Fragen und Forschungen, die sich beispielsweise Gesundheitssoziologie, Gesundheitspolitologie, Gesundheitsökonomie oder Management im Gesundheitswesen nennen. Manche Wissenschaftler und Berater schauen über ihre Fakultätsgrenzen hinaus und forschen über Zusammenhänge zwischen unterschiedlichen Ebenen der Gesundheitssystemforschung, auch auf die Gefahr hin, dass sie von akademisch spezialisierten Fachleuten (Peers) nicht mehr verstanden werden, weil sie grenzüberschreitend arbeiten. Bei der Entwicklung von einer Medizinsoziologie zur Gesundheitssoziologie und der Begründung einer Gesundheitspolitologie wird zunehmend auch das Theoriedefizit der Gesundheitssystemforschung angegangen, ebenso beim Gesundheitssystemvergleich.
Die deutsche Gesundheitssystemforschung hatte es nicht vermocht, sich eigenständig abzusetzen von neuen Trends. Vielleicht ist genau das ihr Kern – es geht nicht um Konsolidierung eines einzelnen Faches in Konkurrenz zu anderen. Es geht um eine Art des Denkens und Forschens in Zusammenhängen und im gesellschaftlichen Interesse. Die Strategie über Gesundheitssystemforschung der WHO von 2012 hat das passende Motto: ändert Eure Denkweisen und geistigen Haltungen (changing mindsets).

## Internationale Gesundheitssystemforschung
Seit dem Jahr 2000 erlebt die Gesundheitssystemforschung international eine immer stärker werdende Beachtung, nachdem einige wenige englischsprachige Publikationen seit Mitte der 1980er Jahre auf dieses Forschungsgebiet aufmerksam gemacht hatten.

### Die Anstöße der Weltgesundheitsorganisation
Richtungsweisend waren Arbeiten der Weltgesundheitsorganisation (WHO). Der Weltgesundheitsbericht 2000 der WHO verglich die Leistungsfähigkeit von Gesundheitssystemen in aller Welt. Dazu verwendete sie folgendes Input-Output Modell des Gesundheitssystems, d. h. Funktionen des Gesundheitswesens sollen bestimmte Ziele erreichen.

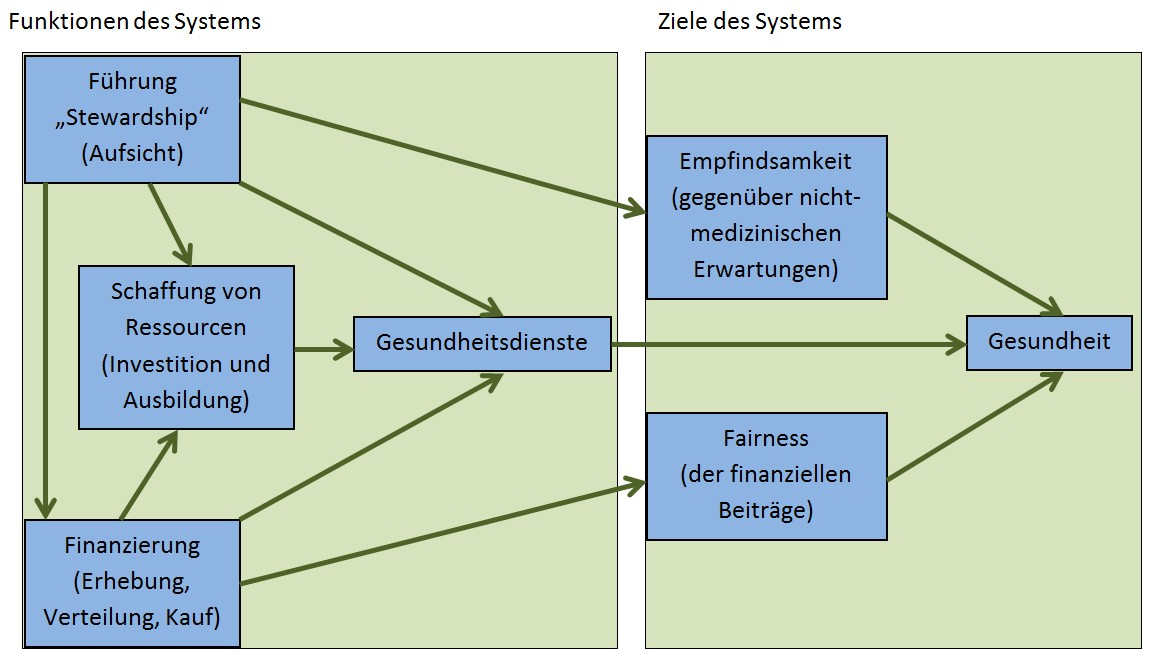
Das Gesundheitssystem gemäß Weltgesundheitsbericht 2000

- Die Funktionen des Gesundheitswesens sind: Führung (Aufsicht), Finanzierung (Sammlung, Zusammenführung, Einkauf), Ressourcen (Investitionen und Ausbildung) als Vorleistungen für Dienstleistungen (Angebote).
- Die Ziele sind verbesserte Gesundheit, wobei auch die nicht-medizinischen Erwartungen der Bevölkerung erfüllt werden sollen und finanzielle Fairness gilt.

Eine empirische Überprüfung der Zielerreichung in 191 Ländern der Welt brachte überraschende und kontroverse Ergebnisse. Deutschland rangierte beispielsweise hinter Kolumbien.
Dieses Grundmuster der Gesundheitssystemforschung verbindet:
- Inputs oder Bausteine: Gesundheitspolitik, Gesetzgebung, Steuerung, Regulierung, Informationen, Finanzen, Organisationen, Institutionen, Fachkräfte, Technologien, Produkte, Verhalten, Wissen
- Throughputs oder Prozesse: Reformen, Management, Dienstleistungen, Schaffung menschlicher und physischer Ressourcen, Organisation und Steuerung der Finanzierung, Förderung von Führungskraft, Verantwortungsbewusstsein, und Leistungen im öffentlichen Interesse aber auch Selbsthilfe von Familien und Gemeinden
- Bedingungen: Qualität, Sicherheit, Bedarfsgerechtigkeit, Effizienz, Effektivität, Zugänglichkeit, Reichweite etc.
- Outputs, Ergebnisse und Ziele: Gesundheit, Gerechtigkeit, Fairness, Menschlichkeit, Zufriedenheit, Risikoschutz, Wahlfreiheit, Lebensqualität, Wohlbefinden, Wohlstand.

Bei manchen dieser Input-Throughput-Output Systemmodelle stehen die Menschen im Mittelpunkt, bei anderen eine verantwortungsbewusste, gute und ethische Führung (Stewardship und Governance).

### Aktueller Stand der internationalen Gesundheitssystemforschung
In der ersten Dekade dieses Jahrhunderts erweiterte sich die Konzeption der WHO über Gesundheitssysteme und Gesundheitssystemforschung. 2009 beteuerte eine Expertenkommission der WHO, dass ohne Verständnis des Gesundheitssystems oft die einfachsten Maßnahmen zur Verbesserung des Gesundheitszustands der Bevölkerung misslingen. Das liege meist nicht an den Maßnahmen, sondern an der Unkenntnis des Systems, in dem sie wirken sollen. Jegliche Intervention – von der kleinsten, bis zur weitesten – habe Auswirkungen auf das gesamte Gesundheitssystem und das gesamte Gesundheitssystem habe Auswirkungen auf jede Intervention.
Aus diesem Grunde wird jetzt von der WHO eine weitere Definition des Gesundheitssystems und damit der Gesundheitssystemforschung vertreten. Sie bezieht sich nicht mehr nur auf den Wirkungsbereich der Gesundheitsministerien. Sie knüpft an die Charta von Tallinn von 2008 an, deren Thema „Gesundheitssysteme für Gesundheit und Wohlstand“ lautete – Wohlstand wohlgemerkt und nicht mehr nur Wohlbefinden; „Gesundheitssysteme umfassen sowohl die individuelle als auch die bevölkerungsbezogene Gesundheitsversorgung, aber auch Maßnahmen, mit denen andere Politikbereiche dazu veranlasst werden sollen, in ihrer Arbeit an den sozialen wie auch den umweltbedingten und ökonomischen Determinanten von Gesundheit anzusetzen“. Die Stärkung der Gesundheitssysteme ist derzeit einer von sechs Schwerpunkten der WHO. „Gesundheitssystemforschung wird weitverbreitet angesehen als wesentlich zur Stärkung von Gesundheitssystemen, zur kosten-effektiven Behandlung für diejenigen, die sie benötigen und um einen besseren Gesundheitszustand auf der ganzen Welt zu erreichen“.
Gesundheitssystemforschung ist nicht mehr nur auf den Gesundheitssektor, die Gesundheitsversorgung oder das Gesundheitssystem im engeren Sinne bezogen – sie wird nunmehr definiert als „die zielgerichtete Schaffung von Wissen, welches Gesellschaften befähigt, sich so zu organisieren, dass Gesundheit und Gesundheitswesen verbessert werden“. Dabei geht es ganz bewusst auch um die Determinanten der Gesundheit außerhalb des Gesundheitswesens. Für die WHO ist eine Alliance for Health Policy & Systems Research tätig, um die WHO Strategie zur Gesundheitssystemforschung zu entwickeln, die Ende 2012 lanciert wurde. Gesundheitssystemforschung und Gesundheitspolitikforschung werden miteinander verbunden. Bei den 320 institutionellen Partnern dieser Allianz ist 2016 keine deutsche Institution vertreten. Unter dem Namen Health Systems Global wurde Ende 2012 eine Internationale Gesellschaft für Gesundheitssystemforschung gegründet. und seit 2015 wird in enger Verbindung mit der Harvard-Universität eine neue Zeitschrift mit dem Namen Health Systems & Reform herausgegeben. Ihr Ziel ist es, Gesundheitssystemforschung zu fördern und das vorhandene und neu entstehende Wissen so zu übersetzen, dass es von Gesundheitssystemen genutzt wird, die Gesundheit der Bevölkerung zu verbessern. Dies wird immer stärker nicht nur national, sondern auch global gesehen, wegen der vielfältigen Vernetzungen wesentlicher Einflussbereiche.
Gesundheitssystemforschung „bildet sich heraus als einer der dynamischsten und komplexesten Bereiche der Gesundheitswissenschaften“. Als besonders wichtige Themenstellungen gelten jetzt neben Finanzierung, Mitarbeitern sowie Organisation der Gesundheitsversorgung
- Governance, Stewardship und Wissensmanagement, beispielsweise bezogen auf (ethische) Führung, Rechenschaftspflicht, Prioritätensetzung, Rationierung, evidenz-informierte Politik, effektive intersektorale Ansätze
- Globale Einflüsse, beispielsweise Auswirkungen globaler Initiativen, des Handels, der Weltwirtschaft, wobei auch Kriege, Dürren, Klimawandel nicht unbeachtet bleiben.

In diesem Zusammenhang steht auch die Mitte der ersten Jahrhundertdekade von der WHO ins Leben gerufene „Health in All Policy“, die bestrebt ist, als Determinanten der Gesundheit auch „alle Politiken wie Transport, Umwelt, Erziehung, Finanzpolitiken, Steuerpolitiken und Wirtschaftspolitiken“ anzuerkennen und verantwortungsvoll zu beeinflussen. Das Stichwort lautet: Intersektorale Governance für die Betonung von Gesundheit in allen Politiken.
Soziale, ökonomische, kulturelle, politische, technologische, legale, umweltbezogene Einflüsse auf Gesundheit, Wohlbefinden und Wohlstand rücken wieder stärker in den Blick der Gesundheitssystemforschung, so wie sie schon in den 70er Jahren von der IIASA die damals entstehende Gesundheitssystemforschung in Deutschland beeinflusst hatten. Zugleich wird der zu oft vernachlässigte Bereich der durch Familien und Selbsthilfe produzierten Gesundheit hier wieder berücksichtigt. Er ist für Prävention und Gesundheitsförderung besonders wichtig und damit für Effektivität und Effizienz des Gesundheitssystems.

## Der Umfang der Gesundheitssystemforschung

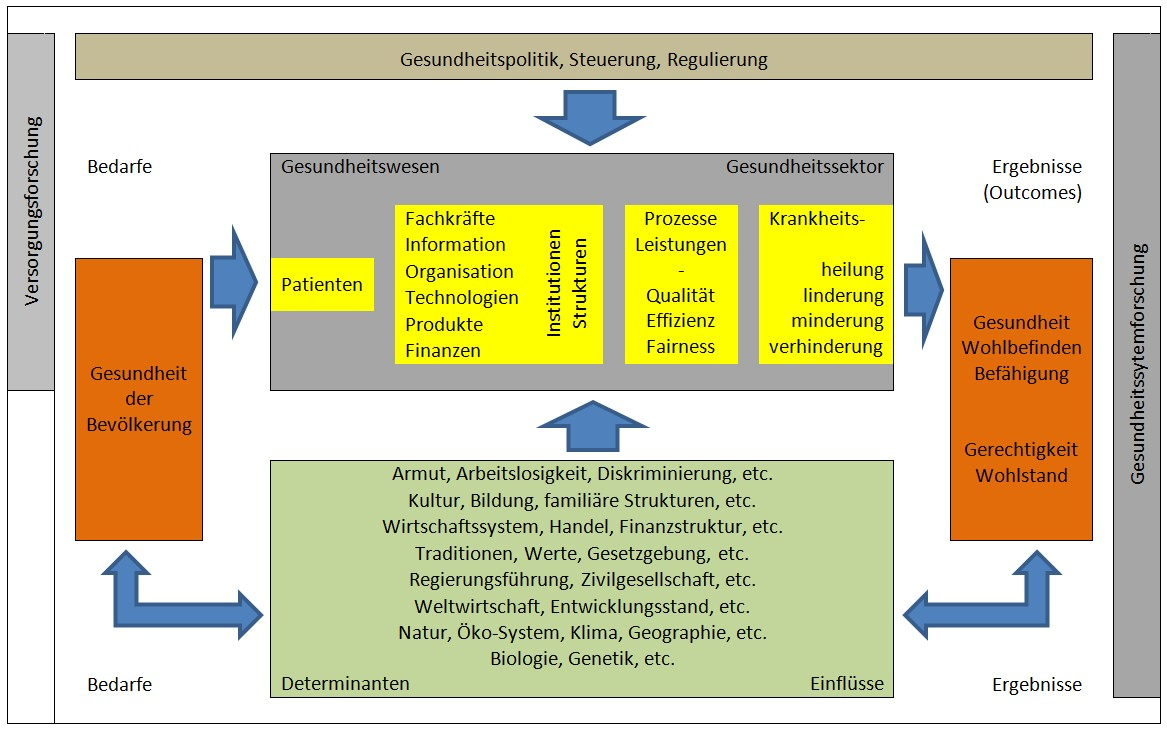
Bereiche der Gesundheitssystemforschung

Gesundheitssystemforschung ist ein „Denken in Zusammenhängen“ und erfordert „Fähigkeiten zum Systemdenken“. Diese Zusammenhänge können enger oder weiter gesehen werden. Eine besonders enge Definition des Gesundheitssystems berücksichtigt nur staatliche bzw. öffentliche Institutionen, wie es der Begriff Public Health dem Nichteingeweihten suggeriert. Private und familiäre Gesundheitshilfe sind darin nicht angesprochen und auch nicht die so wichtige Selbsthilfe durch Gesundheitskompetenz des Einzelnen. Eine so enge Definition des Gesundheitssystems vertritt das Bundesgesundheitsministerium (BMG). Es gilt das Motto: „Der Staat setzt den Rahmen – die medizinische Versorgung gestalten die Partner der Selbstverwaltung“.
Ein erweiterter Gesundheitssystembegriff beinhaltet „alle Aktivitäten, deren hauptsächliches Ziel es ist, Gesundheit zu fördern, wiederherzustellen und/oder zu erhalten“ Dies entsprach lange Zeit den wissenschaftlichen Usancen der Forschung seit Beginn der 90er Jahre. Beabsichtigte, unbeabsichtigte und unerwünschte Aus- und Nebenwirkungen anderer Einflussfaktoren auf die Gesundheit und das Gesundheitswesen werden nicht thematisiert.
In einem weiteren Sinne geht es um die Zusammenhänge zwischen Gesundheit, Gesundheitswesen, Gesellschaft und Umwelt. Diese breite Definition vertrat seit Beginn der 70er Jahre das Internationale Institut für angewandte Systemanalyse (IIASA). Sie setzt sich gegenwärtig wieder stärker durch. In Zeiten der Globalisierung können nationale und internationale Gesundheitspolitiken nicht allein den Rahmen bestimmen. Es geht auch darum, die unbeabsichtigten und unerwünschten Nebenwirkungen von Globalisierung, Finanzkrisen und Wirtschaftssystemen auf Gesundheit und Gerechtigkeit wissenschaftlich zu erforschen und zu beeinflussen. Die Graphik skizziert die Zusammenhänge, in denen Gesundheitssystemforschung derzeit international begriffen wird.

## Themen der Gesundheitssystemforschung im weiteren Sinne
Versorgungsforschung und Public Health sind Bestandteile der Gesundheitssystemforschung. Die wesentlichen Themen dieser beiden Forschungszweige sind detailliert in anderen Wikipedia Beiträgen dargestellt. Deswegen werden im Folgenden nur solche Themen betont, die darüber hinausgehen.

### Gesundheitsberichterstattung
Das erste Großprojekt der Gesundheitssystemforschung in Deutschland war die Beratung zur Entwicklung einer nationalen Gesundheitsberichterstattung. In den 1970er Jahren war die Aussagefähigkeit von Routinedaten im deutschen Gesundheitswesen zwischen ZI und WIdO intensiv und kontrovers diskutiert und erforscht worden. In Anlehnung an Vorbilder aus anderen Ländern – insbesondere England, Dänemark und Schweden – wurde in den 1980er Jahren der Ruf nach einer systematisch zusammenhängenden Gesundheitsberichterstattung laut. Diese sollte einen Überblick geben über Vorleistungen, Strukturen, Prozesse, Ergebnisse und Rahmenbedingungen des Gesundheitswesens, d. h. über das gesamte Gesundheitssystem in einem sehr weiten Verständnis. In einigen Bundesländern – z. B. Nordrhein-Westfalen – wurden Modelle erprobt. Im Auftrag des Bundesministeriums für Forschung und Technologie erstellte eine Gruppe aus 11 Forschungsinstituten eine Bestandsaufnahme und entwickelte einen Konzeptvorschlag.
Seit Ende der 1990er Jahre wird die Gesundheitsberichterstattung des Bundes (GBE) durch das Robert Koch-Institut (RKI) und das Statistische Bundesamt ausgeführt. Es werden unterschiedliche Aufgaben durch beide Institutionen wahrgenommen: Das RKI gestaltet und entwickelt das Berichtswesen inhaltlich und konzeptionell, erstellt und veröffentlicht die Gesundheitsberichte; das Statistische Bundesamt beschafft die Daten, bereitet sie auf und stellt sie im Informationssystem der Gesundheitsberichterstattung als Online-Datenbank zur Verfügung. Die Themen der GBE sind:
- Rahmenbedingungen des Gesundheitswesens
- Gesundheitliche Lage
- Gesundheitsprobleme, Krankheiten
- Gesundheitsverhalten und -gefährdungen
- Leistungen und Inanspruchnahme
- Ausgaben, Kosten und Finanzierung
- Ressourcen der Gesundheitsversorgung[65]

Die Gesundheitsberichterstattung des Bundes am RKI stellt die Informationen in verschiedenen Publikationsformen zur Verfügung. Zum einen als Berichte Gesundheit in Deutschland, erstmals 1998 erschienen, 2006 der zweite. Diese geben einen Überblick über den gesundheitlichen Zustand der Bevölkerung und die Gesundheitsversorgung. Weitere Publikationsformen sind die Themenhefte, Beiträge und GBE kompakt, eine Online-Informationsreihe. Die Gesundheitsberichte informieren mit zuverlässigen Daten über das gesamte Gesundheitssystem und wollen zu Analysen und Dialogen anregen. 2015 erschien der aktuellste Gesundheitsbericht für Deutschland.

### Gesundheitskonten (national health accounts)
Ein Spezialgebiet der Gesundheitsberichterstattung sind nationale Gesundheitskonten. Sie versuchen, die gesamte Struktur und alle Ströme und Funktionen von Gesundheitsausgaben systematisch darzustellen und zu analysieren. Auch hierbei geht es um das gesamte Gesundheitssystem. Folgende Fragen stehen im Zentrum:
- Wer zahlt? – Quellen der Finanzierung, z. B. Haushalte, Beitragszahler, Regierungen, Selbsthilfegruppen und andere mehr
- Wem wird gezahlt? – Anbieter und Zwischenhändler von Gütern und Dienstleistungen, z. B. Ärzte, Krankenhäuser, Apotheken und andere mehr
- Wofür wird gezahlt? – Funktionen des Gesundheitswesens, z. B. Prävention, ambulante Versorgung, Krankenhausversorgung, Rehabilitation, Nahrungsmittelhygiene, Trinkwasserkontrolle, Umweltschutz etc. Im „etc.“ wird der Rahmen der Berichterstattung über die Finanzierung bestimmt. Er kann sehr weit oder sehr eng sein. Um aufkommenden Trends und neuen Märkten Rechnung zu tragen, werden beispielsweise zunehmend auch Selbsthilfegruppen, Wellnesspräparate, Nahrungsmittelzusätze und ähnliches dazugerechnet.
- Wem nützt es? – Empfänger der Produkte und Leistungen und mögliche Diskriminierungen unter dem Gesichtspunkt von Fairness und Gerechtigkeit.

Mit Antworten auf diese vier Fragen soll erkannt werden, wie Ressourcen im gesamten Gesundheitssystem eingesetzt werden und wie Gesundheitspolitiken oder Reformen wirken. Unter dem Stichwort Abgrenzung (boundaries) der Gesundheitskonten werden auch Investitionen, Aus- und Fortbildung des Humankapitals, Forschung und Entwicklung, Umwelthygiene, Verkehrssicherheit und weiteres mehr berücksichtigt, um die Grundfragen angemessen beantworten zu können. Fragen der Bedarfsgerechtigkeit, Effektivität, Effizienz, Gleichverteilung und weiterer beabsichtigter und unerwünschter Aus- und Nebenwirkungen stehen im Mittelpunkt der Analyse dieser Daten.
Federführend bei der Entwicklung international vergleichbarer Systeme der Gesundheitskonten (system of health accounts) waren vor allem die Organisation für Wirtschaftliche Zusammenarbeit und Entwicklung (OECD) und die Weltgesundheitsorganisation (WHO). Europäische Kommission (EC) und das Statistische Amt der Europäischen Gemeinschaft (Eurostat) vereinbarten 2004 mit OECD und WHO eine gemeinsame Strategie zur Harmonisierung der Standards und Definitionen und zur Vereinfachung der Datenerhebung, um umfassend über europäische Länder zu berichten und eine Harmonisierung der Gesundheitssysteme beeinflussen zu können. Nationale Gesundheitskonten werden inzwischen in fast allen Ländern der Erde regelmäßig erstellt.

### Gesundheitssystemvergleiche
Gesundheitssystemvergleiche sind zu einem Schwerpunktthema der Gesundheitssystemforschung geworden. Gesundheitssystemvergleiche werden in sehr unterschiedlicher Weise verwendet.
- Leistungsfähigkeit: Im Jahr 2000 hatte die WHO die Leistungsfähigkeit von 191 Gesundheitssystemen – gemessen an acht Indikatoren über Gesundheit, finanzielle Fairness und Reaktionsfähigkeit (responsiveness) auf nicht-medizinische Erwartungen der Patienten – kontrovers verglichen und damit einen Boom über Gesundheitssystemvergleiche angestoßen.[74]
- Finanzen: Gesundheitsausgabenrechnungen sind durch OECD, WHO und EU sehr stark standardisiert worden. Die meisten Länder der Welt liefern vergleichbare Daten.[75]
- Statistiken: International vergleichbare Daten über wesentliche Aspekte der Gesundheitssysteme – Gesundheitszustand, Ressourcen, Inanspruchnahme, Ausgaben, Risikofaktoren, Demographie, Wirtschaft, Sozioökonomie – werden insbesondere von OECD und WHO zur Verfügung gestellt.[76] Eine Liste von derzeit 85 Gesundheitsindikatoren soll eine europäische Gesundheitsberichterstattung unterstützen.[77]
- Berichte: Anhand eines standardisierten Inhaltsverzeichnisses werden Beschreibungen und Analysen der Gesundheitssysteme von mehr als 50 Ländern vom Europäischen Observatory on Health Systems and Policies zur Verfügung gestellt und hin und wieder aktualisiert.[78] Auch die OECD erhebt periodisch Vergleichsdaten über die Gesundheitssysteme aller OECD-Länder[79] und veröffentlicht periodisch Überprüfungen der Gesundheitssysteme einzelner Länder[80] und Überblicke über alle Länder.[81] Das europäische Regionalbüro der Weltgesundheitsorganisation konkurriert mit einem europäischen Gesundheitsbericht.[82] Der Bericht 2009 betonte Gesundheit und Gesundheitssysteme, der Bericht 2015 orientiert sich an Evidenzen.[83] Die Europäische Kommission lieferte 2003 einen besonders guten Bericht über die sozialen Dimensionen der Gesundheit und Gesundheitsversorgung in Europa.[84]
- Themen: Gesundheitssystemvergleiche über einzelne Themengebiete bereichern die wissenschaftliche und politische Diskussion, zum Beispiel über
  - Versorgungsmodelle[85] – z. B. Bismarck, Beveridge, Siemaszko (Semashko) versus Markt
  - Krankenversicherungen[86]
  - Gesundheitsreformen[87]
  - Bewältigung wirtschaftlicher und politischer Krisen[88]
  - Leistungskataloge des Gesundheitswesens[89]
  - oder andere wechselnde Themenstellungen wie z. B. Inanspruchnahme, Altersstrukturen, Qualitätsindikatoren, Mengenkontrolle im Arzneimittelbereich[90]
- Perspektiven: Gesundheitssystemvergleiche aus der Patientenperspektive ermöglicht beispielsweise eine schwedische Forschergruppe[91] und – auf der Grundlage von Umfragen – der britische Commonwealth Fund.[92]
- Provokationen: Anhand prägnanter Einzelschicksale beleuchtete Michael Moore in seinem Film Sicko die Unterschiede von Gesundheitssystemen in den USA, Canada, England, Frankreich und Guantanamo (!) aus der Sicht von Betroffenen.

Systemvergleiche sollen gegen Forschungsprovinzialismus, unnötige Doppelforschung und -entwicklung in anderen Sektoren, vorschnelle Generalisierungen nationaler Besonderheiten und auch gegen Problemlösungsfatalismus schützen, indem sie das eigene Gesundheitssystem zumindest auf drei Ebenen Vergleichen unterziehen:
- Wie zuvor dargestellt wird zumeist ein nationaler oder regionaler Systemvergleich angewandt: Darstellung und Analyse von System(teil)en der gesundheitlichen Versorgung und der Verursachung von Krankheiten in anderen Ländern, bisweilen auch im Extremvergleich mit armen Entwicklungsländern.
- Zeitvergleich: Historische Analysen von Entwicklungen im Gesundheitswesen und seinen Rahmenbedingungen (in anderen Ländern) sind eine weitere gute Erkenntnisquelle der Gesundheitssystemforschung, die jedoch recht selten angewandt wird. Sie ermöglichen auch Entwürfe von Interventionen oder Systemen gesundheitlicher Versorgung im Sinne einer Zukunftsforschung. Quasi-Zeitvergleiche nähren sich auch aus extremen Regionalvergleichen.
- Sektorenvergleich: Die Analyse anderer Bereiche gesellschaftlicher Produktion oder Versorgung (z. B. Infrastruktur, Energie, Sozialhilfe) kann Hinweise geben auf zu erwartende Aus- und Nebenwirkungen geplanter Maßnahmen oder Politiken. Darüber hinaus ist es ein Thema der Gesundheitssystemforschung, die gesundheitlichen Auswirkungen von Maßnahmen in diesen Bereichen zu analysieren.

Gesundheitssystemvergleiche sind ein Quasi-Ersatz für Experimente im eigenen Gesundheitswesen. Für viele geplante Interventionen gibt es bereits historische Beispiele, Beispiele in anderen Sektoren und Beispiele in anderen Ländern und Kontinenten.

### Gesundheitssystemmanagement
Wegen der Komplexität historisch gewachsener, sehr verästelter und schwierig zu verstehender Gesundheitssysteme in hochentwickelten Gesellschaften wird Gesundheitssystemmanagement vor allem in Schwellenländern und Entwicklungsländern eingesetzt. Die WHO hatte mit der Erklärung von Alma-Ata (1978) und dem Entwurf eines pyramidalen Versorgungssystems ein prägendes Beispiel gegeben für ein pragmatisch orientiertes Gesundheitssystemmanagement. Programme zur Modernisierung des Gesundheitswesens werden in verschiedenen Ländern von der Europäischen Gemeinschaft, der Weltbank und den Vereinten Nationen unterstützt. In Entwicklungsländern wird die Gesundheitssystemforschung besonders stark und zunehmend von der Weltbank genutzt. Gegenwärtig wird von Arbeitsgruppen der Weltgesundheitsorganisation verstärkt darum geworben, Gesundheitssystemforschung zur Stärkung von Gesundheitssystemen einzusetzen. Auch das Weltwirtschaftsforum liefert Beiträge hierzu. Gesundheitssystemforschung soll Gesundheitspolitiken beeinflussen. Darüber hinaus betont Gesundheitssystemmanagement auch Politiken, die von jenseits des Gesundheitssystems auf dieses einwirken.

### Politikevaluationen
Evaluationen sind ein zentrales Thema der Gesundheitssystemforschung. Dabei geht es zunächst um die Feststellung des Nutzens bzw. der Wirksamkeit oder Effektivität von Maßnahmen. Effektivität wird zumeist als Zielerreichung definiert, Effizienz als Kosten der Zielerreichung. Evaluationen von komplexeren Maßnahmen, Politiken und Reformen sind das eigentliche Metier der Gesundheitssystemforschung. Dabei sind vielfältige Zielsetzungen unterschiedlicher Akteure, Beteiligter und Betroffener und konkurrierende Maßnahmen und Interventionen in sehr unterschiedlichen Umwelten und Kontexten zu berücksichtigen. Die Evaluation komplexer Gesundheitspolitiken, beispielsweise zur Kostendämpfung im Gesundheitswesen, muss über Kosten-Effektivitäts-Analysen weit hinausgehen. Die Technologiefolgenabschätzung von Großtechnologien ist ein Beispiel für komplexe Evaluationen in der Gesundheitssystemforschung. Die Analyse von Gesundheitsreformen wurde zu einem Schwerpunkt der Gesundheitssystemforschung.

### Wirtschaft und Gesundheit
Ein Leitthema der Forschung über Gesundheitssysteme ist die Frage nach den Zusammenhängen zwischen Wirtschaft, Gesundheit und Gesundheitswesen. Soziale Ursachen von Krankheit und Tod standen schon seit Virchow im Visier der Sozialmedizin, einem historischen Vorläufer der Gesundheitssystemforschung. Seit 1955 hatte Thomas McKeown anhand vieler Beispiele statistisch dargestellt, dass im England der letzten Jahrhunderte die Entwicklung von Wirtschaft und Umwelt einen stärkeren Einfluss hatte auf den Rückgang der Sterblichkeit bei schwerwiegenden Infektionskrankheiten – z. B. Tuberkulose, Masern, Diphtherie – als die Entwicklung wirksamer Präventionsstrategien, Impfstoffe oder Medikamente. Diese heftig debattierte These prägte auch die in Deutschland entstehende Gesundheitssystemforschung. Auf Anregung des europäischen Regionalbüros der WHO und für den Europarat wurden in den 80er Jahren Zusammenhänge zwischen Arbeitslosigkeit und Gesundheit sowohl auf gesellschaftlicher als auch auf individueller Ebene erforscht, d. h. ökonomisch, sozial und psychologisch. Das Thema ist nach wie vor aktuell, für Deutschland, für Europa und auch weltweit. Forschungen über den Zusammenhang zwischen Armut, Einkommen, Bildung, Wohnung, Lebensbedingungen und Gesundheit sind ein Thema der Sozialätiologie aber auch der Gesundheitssystemforschung; es geht um die Determinanten von Gesundheit und Gesundheitswesen. Ein Meilenstein war eine im Jahr 2000 groß angelegte Studie der WHO über Volkswirtschaft und Gesundheit unter der Leitung des Makroökonomen Jeffrey Sachs, in der die wechselseitigen Zusammenhänge analysiert und Folgerungen für Weltwirtschaft und Entwicklungspolitik gezogen wurden. Die Zusammenhänge zwischen Gesundheitssystemen, Gesundheit, Wohlstand und gesellschaftlichem Wohlbefinden werden zunehmend intensiver erforscht. Eine faire und universelle Gesundheitssicherung für alle ist in den letzten Jahren zu einem wichtigen Leitthema der internationalen Gesundheitsökonomie geworden.

### Gesundheit und Gerechtigkeit, Wohlbefinden, Wohlstand etc.
Jenseits allen Pragmatismus versucht die Gesundheitssystemforschung zunehmend grundsätzlicher zu werden. Der Wirtschaftsnobelpreisträger Amartya Sen hat dazu einen wesentlichen Anstoß gegeben. Auch internationale Organisationen beteiligen sich daran, z. B. mit einer stärkeren Forschung über „gute Regierungsführung“ im Gesundheitssystem. Komponenten dieser Governance sind gemäß Entwicklungsprogramm der Vereinten Nationen (UNDP): Transparenz, Teilnahme, Konsensus-Orientierung, Rechenschaftspflicht, Reaktionsfähigkeit, Integration und Gleichbehandlung, Effektivität und Effizienz, Gesetzestreue. Artikelserien in wichtigen Zeitschriften befassen sich inzwischen mit Themen wie Gerechtigkeit und Governance. Themen der Gesundheitssystemforschung sind auch die Zusammenhänge zwischen Gesundheit, Globalisierung und Gerechtigkeit und zwischen Gesundheit und Glück.

## Methoden der Gesundheitssystemforschung
Der Gegenstand der Gesundheitssystemforschung sind komplexe, dynamische und anpassungsfähige Systeme mit „Myriaden von Komponenten (wie beispielsweise Bürger, Patienten, Gemeinden, Anbieter, Politiker, Programmmanager, etc.) die ständig interagieren und sich an Änderungen anderer Komponenten und der Umwelt anpassen. Die Besonderheit von Gesundheits- und anderen komplexen Systemen betreffen Selbst-Organisation, dauernden Wandel, Rückkopplungsschleifen, Nicht-Linearität, Zeitverzögerungen zwischen Maßnahmen und Ergebnissen, historische Bezüge, und unbeabsichtigte Konsequenzen politischer Interventionen“. Es geht nur in ganz geringem Maße um einfache Beziehungen zwischen Kosten und Effektivität, beispielsweise. Es geht nicht um einzelne, sondern vielfältige Realitäten. Es geht nicht nur um Messbares und Beobachtbares, sondern auch um subjektiv gemeinten Sinn und soziale Konstrukte. Es geht nicht nur um Wissen, sondern auch um Interpretationen. Es geht um vielfältige Einflüsse. Es geht um eine komplizierte Architektur sozialer Beziehungen mit vielfältigen Einwirkungen und Auswirkungen. Es geht selten um Experimente und Hypothesentestung, sondern meist um Studien in einem natürlichen und gesellschaftlichen Umfeld. Es geht nicht allein um Wissenschaft, sondern dass Wissen etwas schafft.
An der Gesundheitssystemforschung sind viele Wissenschaften mit unterschiedlichen Paradigmen beteiligt, insbesondere sozialwissenschaftliche Disziplinen wie Soziologie, Ökonomie, Politologie, Psychologie, Anthropologie, Epidemiologie, Ethnologie, Geographie, Management, Geschichte, Pädagogik. Zunehmend gesellen sich andere Disziplinen hinzu. Allen diesen Disziplinen ist gemein, dass sie empirisch und/oder theoretisch nachvollziehbare Evidenzen suchen, begreifen und vermitteln wollen.
Gesundheitssystemforschung ist jedoch nicht nur das, was die beteiligten Einzeldisziplinen erforschen. Sie zeichnet sich aus durch eine Sichtweise, die Problemerkenntnis, Leitgedanken und Methoden dem Ganzen seines Gegenstandsbereiches anpasst und nicht (nur) den einzelnen Teilen. Sie ist dadurch nicht oberflächlicher oder unwissenschaftlicher als die akademisch traditioneller etablierten Disziplinen wie Epidemiologie oder Ökonomie. Der Blick auf Zusammenhänge soll Gesundheitssysteme verständlich machen und wissenschaftliche und pragmatische Innovationen fördern. Gesundheitssystemforschung ist
- multidisziplinär in dem Sinne, dass viele wissenschaftliche Fachrichtungen mit ihrem jeweiligen Methodenrepertoire beteiligt sind,
- interdisziplinär in dem Sinne, dass verschiedene Fachrichtungen zusammenarbeiten müssen, um ein Thema gemeinsam begreifen zu können und
- transdisziplinär in dem Sinne, dass durch Zusammenarbeit verschiedener Disziplinen Neues entsteht und dass Wissenschaften und Politikberatung oftmals eine Symbiose eingehen.

Gesundheitssystemforschung ist ein Dachbegriff für die beteiligten Disziplinen und gleichzeitig eine eigenständige Disziplin, je nach Forschungsfrage und Thema.
Im Dialog mit der Medizin muss sich Gesundheitssystemforschung oftmals verteidigen, dass Randomisierungen (strenge Vergleiche zwischen den Konsequenzen der Intervention und einer Nicht-Intervention) und quasi-experimentelle Forschungsansätze zumeist nicht durchgeführt werden können und dass die strengen methodologischen Cochrane-Kriterien für solide wissenschaftliche Studien oft nicht erfüllt sind. Das beruht auf mangelnder Generalisierbarkeit der Ergebnisse, problematischer Vergleichbarkeit von (politischen) Interventionen, unzureichender Anwendbarkeit anderweitiger Erfahrungen, unterschiedlicher Prioritätssetzungen und sozialer wie kultureller Heterogenität der Umwelten; auch können Übertragbarkeit und Standardisierung des erworbenen Wissens meist nicht gewährleistet werden. Die klassische Wissenschaft geht analytisch vor. Sie zerteilt den Untersuchungsgegenstand in immer kleinere Einheiten und betont ihr Umfeld und seine Änderungen kaum. Eine systemorientierte Forschung betont dagegen die Interaktion von verschiedenen Einheiten und muss Verhalten, soziale, institutionelle und kulturelle Aspekte des Gesundheitssystems und seiner Mitspieler beachten. Dazu bedarf es explorierender, beschreibender und evaluierender Vorgehensweisen und einer Vielzahl quantitativer und qualitativer, deskriptiver, analytischer und evaluativer Methoden.